# Miakczyły
Miakczyły – dawna wieś. Tereny, na których leżała, znajdują się obecnie na Białorusi, w obwodzie mińskim, w rejonie wilejskim, w sielsowiecie Ludwinowo.

## Historia
W czasach zaborów w powiecie wilejskim, w guberni wileńskiej Imperium Rosyjskiego.
W latach 1921–1945 wieś leżała w Polsce, w województwie wileńskim, w powiecie wilejskim, w gminie Dołhinów.
Według Powszechnego Spisu Ludności z 1921 roku zamieszkiwało tu 91 osób, 90 było wyznania rzymskokatolickiego a 2 prawosławnego. Jednocześnie 58 mieszkańców zadeklarowało polską a 34 białoruską przynależność narodową. Było tu 5 budynków mieszkalnych. W 1931 w 17 domach zamieszkiwały 73 osoby.
Wierni należeli do parafii rzymskokatolickiej i prawosławnej w Dołhinowie. Miejscowość podlegała pod Sąd Grodzki w Dołhinowie i Okręgowy w Wilnie; właściwy urząd pocztowy mieścił się w Dołhinowie.